# Zilveren Kruis voor Vijfentwintig Dienstjaren als Militair in de Rang van Sergeant en in Lagere Rangen
Het Zilveren Kruis voor Vijfentwintig Dienstjaren als Militair in de Rang van Sergeant en in Lagere Rangen, in het Duits "Kreuz in Silber für 25 Dienstjahre vom Feldwebel abwärts" geheten, werd in 1838 door Groothertog Paul Frederik August van Oldenburg ingesteld. De datum herinnert aan de oproep van de uit ballingschap teruggekeerde Hertog Paul Frederik Ludwig die op 24 december 1813 opriep tot mobilisatie van zijn onderdanen. Deze dag lag nu 25 jaar terug en diegenen die in 1813 aan de hertogelijke oproep gehoor hadden gegeven en de dienst niet hadden verlaten konden zich op 25 dienstjaren beroemen. In de 19e eeuw ontstond de traditie om militairen voor langdurige dienst met een onderscheiding te belonen. Het Koninkrijk der Nederlanden deed dat sinds 1825 met een Onderscheidingsteken voor Langdurige, Eerlijke en Trouwe Dienst en na 1844 met het "Jeneverkruis" voor officieren.
Het Oldenburgse ereteken was een zilveren kruis pattée met gladde armen en een rond medaillon met op de voorzijde het getal "XXV" en op de keerzijde de gekroonde initialen "PFA" in Gotisch schrift. Het kruis werd aan een rood lint met smalle blauwe biesen op de linkerborst gedragen.
In de jaren 1838 - 1867 werden de kruisen ieder jaar op de 24e december aan die jubilerende officieren uitgereikt die geen zware vergrijpen tegen de krijgstucht op hun conduitestaat hadden staan. Niet combattante onderofficieren konden het kruis alleen dragen wanneer zij een veldtocht hadden meegemaakt.
Aan het kruis was voor onderofficieren, soldaten en speellieden (de militaire kapel) een pensioen verbonden. Deze militairen kregen na 12 dienstjaren al een pensioen ter hoogte van 1/3 van hun wedde.
Na 25 jaar en het verkrijgen van dit kruis werd het inkomen met de helft verhoogd.
De andere uiterlijke kentekens van langdurige dienst in het Oldenburgse leger zoals chevrons op de schouders konden niet samen met het zilveren kruis worden gedragen. Ook de daaraan verbonden "chevronzulage" verviel.
Het kruis heeft slechts korte tijd bestaan. In 1867 werd het vervangen door een soberder onderscheiding, de "Dienstauszeichnungen für 18, 12 und 9 Dienstjahre". Voor hogere rangen bestond van 1838 tot 1857 een Gouden Kruis voor Vijfentwintig Dienstjaren als Officier.

## Voetnoten
1. ↑  Ackermann

Huisorde en Orde van Verdienste van Hertog Peter Friedrich Ludwig ·
Medaille voor Burgerlijke Verdienste  ·
Medaille voor Verdienste tijdens de Veldtocht van 1815 ·
Gouden Kruis voor Vijfentwintig Dienstjaren als Officier ·
Zilveren Kruis voor Vijfentwintig Dienstjaren ·
Medaille van Verdienste voor Redding uit Gevaar ·
Herinneringsmedaille voor de Veteranen van 1848/1849 ·
Medaille ter Herinnering aan Groothertog Paul Frederik August ·
Herinneringsmedaille aan de Veldtocht van 1866 ·
Herinneringsmedaille 1870/1871 ·
Kruis van Verdienste voor Opoffering en Plichtsbesef ·
Medaille voor Verdienste in de Kunst ·
Kruis van Verdienste voor de Veteranenverenigingen ·
Medaille voor Trouw in de Arbeid ·
Medaille van het Rode Kruis ·
Onderscheiding voor Langdurige Dienst in de Gendarmerie ·
Friedrich August-Kruis ·
Medaille voor Oorlogsverdienste aan Dameslint ·
Medaille voor Oorlogsverdienste ·
Onderscheiding voor Trouwe Dienst ·
Medaille van Verdienste voor het Brandweerwezen
Zie ook: Onderscheidingen in Oldenburg